# 中山俊之
中山 俊之（なかやま としゆき、1951年6月25日 - ）は、北海道函館市出身の元プロ野球選手・アマチュア野球指導者。

## 来歴・人物
函館大谷高校から北海道産業短期大学へ進学して第2回明治神宮大会でも登板、卒業後に大昭和製紙北海道へ入社。1973年の都市対抗にエースとして出場する。1回戦で住友金属の山中正竹と投げ合い、延長15回両チーム無得点で引き分ける。続く再試合で光内数喜（鐘淵化学から補強）、2回戦では日本楽器の池谷公二郎に投げ勝ち、準々決勝に進出。日本通運に惜敗するが、この年に創設された若獅子賞に輝く。
1973年ドラフト会議で中日ドラゴンズから3位指名を受けるも拒否。1974年の都市対抗でチームは優勝するが、柳俊之（電電北海道から補強）、千藤和久（北海道拓殖銀行から補強）両投手の陰に隠れ、活躍の場はなかった。しかし同年の第1回日本選手権では復活、2勝をあげ準々決勝まで進む。同年の社会人野球選抜キューバ遠征にも参加。大昭和製紙北海道のチームメートに加藤英美、我喜屋優らがいた。
1974年ドラフト会議で志望球団の読売ジャイアンツから2位指名を受け入団。1年目の1975年から一軍に上がり初勝利、翌1976年にも中継ぎとして11試合に登板するが、その後は活躍の機会に恵まれず1978年限りで引退。現役時代は、ストレートの速さではなくキレで勝負するタイプ。右のオーバースローから大小2種類のカーブ、シュート、スライダーを武器とした。
2006年より函館大学硬式野球部のコーチを経て、助監督を務めた。

## 詳細情報

### 年度別投手成績
| 年 度     | 球 団     | 登 板 | 先 発 | 完 投 | 完 封 | 無 四 球 | 勝 利 | 敗 戦 | セ 丨 ブ | ホ 丨 ル ド | 勝 率 | 打 者 | 投 球 回 | 被 安 打 | 被 本 塁 打 | 与 四 球 | 敬 遠 | 与 死 球 | 奪 三 振 | 暴 投 | ボ 丨 ク | 失 点 | 自 責 点 | 防 御 率 | W H I P |
| --------- | --------- | ----- | ----- | ----- | ----- | -------- | ----- | ----- | -------- | ----------- | ----- | ----- | -------- | -------- | ----------- | -------- | ----- | -------- | -------- | ----- | -------- | ----- | -------- | -------- | ------- |
| 1975      | 巨人      | 8     | 0     | 0     | 0     | 0        | 1     | 0     | 0        | --          | 1.000 | 54    | 12.1     | 11       | 1           | 7        | 0     | 0        | 4        | 0     | 0        | 6     | 6        | 4.50     | 1.46    |
| 1976      | 巨人      | 11    | 0     | 0     | 0     | 0        | 1     | 0     | 0        | --          | 1.000 | 61    | 12.1     | 15       | 1           | 10       | 1     | 0        | 12       | 1     | 0        | 10    | 7        | 5.25     | 2.03    |
| 1977      | 巨人      | 3     | 0     | 0     | 0     | 0        | 0     | 0     | 0        | --          | ----  | 13    | 1.2      | 5        | 2           | 2        | 0     | 0        | 2        | 0     | 0        | 4     | 2        | 9.00     | 4.20    |
| 通算：3年 | 通算：3年 | 22    | 0     | 0     | 0     | 0        | 2     | 0     | 0        | --          | 1.000 | 128   | 26.1     | 31       | 4           | 19       | 1     | 0        | 18       | 1     | 0        | 20    | 15       | 5.19     | 1.90    |

### 記録
- 初登板：1975年4月5日、対大洋ホエールズ1回戦（後楽園球場）、6回表から4番手で救援登板、2回無失点
- 初勝利：1975年4月26日、対ヤクルトスワローズ1回戦（後楽園球場）、2回表無死から2番手で救援登板、5回1失点

### 背番号
- 26（1975年 - 1976年）
- 13（1977年 - 1978年）